# 1911
Il 1911 (MCMXI in numeri romani) è un anno  del XX secolo.

## Eventi
- Gennaio: agitazioni studentesche in Russia.
- 18 gennaio: il pilota statunitense Eugene Burton Ely effettua il primo atterraggio sul ponte di un'imbarcazione militare (la nave da guerra Pennsylvania nella baia di San Francisco).
- 28 febbraio: in Francia, dimissioni del governo di Aristide Briand.
- Marzo – aprile: il Regno d'Italia celebra il cinquantenario dell'Unità con una serie di eventi a Roma, Firenze e Torino.
- 1º marzo: i nazionalisti italiani pubblicano un giornale settimanale, L'Idea Nazionale, organo dell'Associazione Nazionalista Italiana, e scelgono come data di inizio l'anniversario della Battaglia di Adua.
- 1º marzo: muore Jacobus Henricus van 't Hoff, Premio Nobel per la chimica nel 1901.
- 1º marzo: José Batlle y Ordóñez è rieletto presidente dell'Uruguay. Lancerà un vasto programma di riforme sociali ed economiche.
- 19 marzo: prima edizione in Europa della Giornata Internazionale della Donna.
- 14 marzo: introduzione dei zemstvo nelle province occidentali della Russia.
- 25 marzo: Incendio della fabbrica Triangle di New York, nella quale muoiono 146 operai, in maggioranza donne.
- 28 marzo: prima esposizione di Picasso negli Stati Uniti d'America.
- 20 aprile: separazione fra stato e chiesa in Portogallo.
- 23 aprile: la Francia interviene militarmente in Marocco per liberare Fès, minacciata dalle tribù ostili al Sultano.
- 1º maggio: primo Congresso Internazionale sulla regolamentazione dell'aviazione a Parigi.
- 9 maggio: in Nicaragua gli Stati Uniti costringono il presidente Juan José Estrada Morales a dimettersi. Gli succede il vicepresidente Adolfo Díaz Recinos: più conciliante, questi cede agli Stati Uniti il controllo delle ferrovie e della banca nazionale.
- 22 maggio: in Portogallo una nuova moneta, l'escudo, sostituisce il réal.
- 26 maggio: approvazione di un progetto di costituzione per l'Alsazia-Lorena nel Reichstag, ma senza acquistare i diritti di parità con gli stati confederati.
- 29 maggio: in Russia, una legge agraria in favore della dissoluzione del comune rurale.
- 31 maggio: varo del Titanic
- 4 giugno: Vittorio Emanuele III di Savoia inaugura il Monumento nazionale a Vittorio Emanuele II, anche detto Vittoriano o Altare della Patria.
- 14 giugno: riforma costituzionale in Grecia: Eleutherios Venizelos inizia una riorganizzazione amministrativa, militare ed economica.
- 14 giugno: viaggio inaugurale Southampton-New York dell'RMS Olympic, la più grande nave di linea del mondo.
- 15 giugno: la Tabulating Computing Recording Corporation (IBM) diventa una società per azioni.
- 17 giugno – Belgio: governo di Charles de Broqueville.
- 24 giugno: Domenico Pacini inizia una serie di misure di ionizzazione (concluse il 30 giugno) al largo dell'Accademia navale di Livorno; grazie ad esse dimostra la natura extraterrestre dei raggi cosmici.
- 1º luglio: in risposta all'occupazione francese di Fès, la nave tedesca Panther raggiunge la costa del Marocco. Inizia la crisi di Agadir fra Germania da un lato e Francia e Gran Bretagna dall'altro.
- 19 luglio: elezioni legislative in Portogallo.
- 21 luglio: Beilis arrestato con l'accusa di aver ucciso un ragazzo di tredici anni. Inizia il caso Beilis.
- 29 luglio: Horatio Herbert Kitchener diventa console britannico in Egitto. Condurrà una severa repressione politica contro i nazionalisti.
- 8 agosto: Papa Pio X riduce l'età per la prima comunione a 7 anni con la bolla pontificia quam singulari.
- 10 agosto – Gran Bretagna: Parliament Act. Riduzione dei poteri della House of Lords, che perde il diritto di veto sulle leggi finanziarie. I membri della Camera dei Comuni ricevono una compensazione.
- 19 agosto: accordo tra Germania e Russia a Potsdam su una divisione di influenza in Persia e sulla ferrovia di Baghdad.
- 21 agosto: nel corso della mattinata l'operaio italiano Vincenzo Peruggia rubò dal Museo del Louvre di Parigi la Gioconda, che nel gennaio del 1914 venne restituita alla sua sala d'esposizione.
- 24 agosto: Manuel de Arriaga divenne il primo presidente della Repubblica in Portogallo.
- 25 agosto: nasce Võ Nguyên Giáp ad An Ka, comandante delle forze del Viet Minh durante la guerra anti-coloniale contro la Francia, successivamente guida il PAVN del Vietnam del Nord contro gli Stati Uniti d'America e il Vietnam del Sud.
- 18 settembre: morte del primo ministro russo Pyotr Stolypin in un attentato. Vladimir Kokovtsov diviene presidente (fino al 1914).
- 29 settembre – guerra italo-turca: l'Italia dichiara guerra alla Turchia.
- 10 ottobre: in Cina scoppia la rivolta di Wuchang, dando il via alla rivoluzione Xinhai, che portò alla caduta dei Qing e alla fondazione della repubblica.
- 23 ottobre – guerra italo-turca: battaglia di Sciara-Sciat:
  - Il capitano Carlo Maria Piazza sorvola le linee turche in missione di ricognizione, effettando quello che fu considerato come il primo volo di combattimento.
- 26 ottobre - guerra italo-turca: attacco turco contro Tripoli.
- Novembre – guerra italo-turca: la 3ª divisione speciale rinforza le truppe italiane in Tripolitania.
- 1º novembre: primo bombardamento aereo della storia ad opera del sottotenente italiano Giulio Gavotti nei dintorni di Tripoli.
- 3 novembre: governo Karl von Stürgkh in Austria.
- 4 novembre – Crisi di Agadir: accordi tra la Germania e la Francia in cui il Camerun viene esteso fino al Congo e l'Ubangi, i francesi hanno mano libera in Marocco e recuperano il Bec de Canard in Ciad.
- 5 novembre: decreto italiano stabilisce l'annessione della Libia.
- 7 novembre: rivolta di Djellaz in Tunisia.
- 11 novembre: ultimatum russo al Majlis iraniano con l'accordo britannico per esigere la restituzione del Tesoriere Generale Morgan Shuster.
- 19 novembre: Guglielmo Marconi telegrafa un saluto al New York Times tra due stazioni di radio senza fili situate a 6.400 km di distanza. Il segnale di Marconi è partito dalla più recente stazione in Italia a Coltano, vicino a Pisa ed è stato ricevuto a Glace Bay, in Nuova Scozia. Il record precedente era stato 3.600 km. Il telegramma legge: "I miei migliori saluti trasmessi col telegrafo senza fili dall'Italia all'America -. G. Marconi, Pisa 17:47".
- Dicembre:
  - L'emiro del Adrar Ahmed Ould Aida, espulso dalla Mauritania dall'esercito francese, si rifugia a Hodh, a nord-ovest di Timbuktu.
  - Portogallo: in risposta alla legge di separazione tra Stato e Chiesa, la lettura della lettera pastorale nelle chiese è proibita dal Parlamento. Esilio del Patriarca di Lisbona, degli arcivescovi di Évora e Braga, e dei vescovi. L'80% dei sacerdoti rifiuta la pensione offerta dallo Stato. Il conflitto si ridurrà rapidamente.
  - Epidemia di colera a Tripoli, con 1.080 militari italiani colpiti e 333 morti.
- 1º dicembre: secessione della Mongolia con il sostegno dell'impero russo.
- 2 dicembre: partenza della spedizione Aurora, una spedizione antartica australiana, alla volta dell'isola Macquire.
- 7 dicembre: un decreto trasforma il territorio militare dello Zinder nel territorio militare del Niger.
- 11 dicembre – India: la decisione di annullare la divisione della provincia del Bengala viene annunciata da re Giorgio V del Regno Unito alla sua incoronazione come Imperatore delle Indie al Gran Durbar (assemblea dei notabili) a Delhi.
- 12 dicembre: la città di Nuova Delhi è in costruzione per diventare la capitale dell'India britannica, al posto di Calcutta.
- 24 dicembre: scioglimento del secondo majlis in Iran sotto pressione di Russia e Regno Unito. Fine della rivoluzione costituzionale in Iran. Lo Scià di Persia, Mohammad Ali Shah, ritorna al potere.
- 29 dicembre: Sun Yat-sen diventa il primo presidente della Repubblica di Cina.

## Nati
Ci sono circa 1 770 voci su persone nate nel 1911; vedi la pagina Nati nel 1911 per un elenco descrittivo o la categoria Nati nel 1911 per un indice alfabetico.

## Morti
Ci sono circa 450 voci su persone morte nel 1911; vedi la pagina Morti nel 1911 per un elenco descrittivo o la categoria Morti nel 1911 per un indice alfabetico.

## Calendario
| Calendario 1911 | Calendario 1911 | Calendario 1911 | Calendario 1911 | Calendario 1911 | Calendario 1911 | Calendario 1911 | Calendario 1911 | Calendario 1911 | Calendario 1911 | Calendario 1911 | Calendario 1911 | Calendario 1911 | Calendario 1911 | Calendario 1911 | Calendario 1911 | Calendario 1911 | Calendario 1911 | Calendario 1911 | Calendario 1911 | Calendario 1911 | Calendario 1911 | Calendario 1911 | Calendario 1911 | Calendario 1911 | Calendario 1911 | Calendario 1911 | Calendario 1911 | Calendario 1911 | Calendario 1911 | Calendario 1911 | Calendario 1911 | Calendario 1911 |
| --------------- | --------------- | --------------- | --------------- | --------------- | --------------- | --------------- | --------------- | --------------- | --------------- | --------------- | --------------- | --------------- | --------------- | --------------- | --------------- | --------------- | --------------- | --------------- | --------------- | --------------- | --------------- | --------------- | --------------- | --------------- | --------------- | --------------- | --------------- | --------------- | --------------- | --------------- | --------------- | --------------- |
|                 | 1               | 2               | 3               | 4               | 5               | 6               | 7               | 8               | 9               | 10              | 11              | 12              | 13              | 14              | 15              | 16              | 17              | 18              | 19              | 20              | 21              | 22              | 23              | 24              | 25              | 26              | 27              | 28              | 29              | 30              | 31              |                 |
| Gennaio         | Do              | Lu              | Ma              | Me              | Gi              | Ve              | Sa              | Do              | Lu              | Ma              | Me              | Gi              | Ve              | Sa              | Do              | Lu              | Ma              | Me              | Gi              | Ve              | Sa              | Do              | Lu              | Ma              | Me              | Gi              | Ve              | Sa              | Do              | Lu              | Ma              |                 |
| Febbraio        | Me              | Gi              | Ve              | Sa              | Do              | Lu              | Ma              | Me              | Gi              | Ve              | Sa              | Do              | Lu              | Ma              | Me              | Gi              | Ve              | Sa              | Do              | Lu              | Ma              | Me              | Gi              | Ve              | Sa              | Do              | Lu              | Ma              |                 |                 |                 |                 |
| Marzo           | Me              | Gi              | Ve              | Sa              | Do              | Lu              | Ma              | Me              | Gi              | Ve              | Sa              | Do              | Lu              | Ma              | Me              | Gi              | Ve              | Sa              | Do              | Lu              | Ma              | Me              | Gi              | Ve              | Sa              | Do              | Lu              | Ma              | Me              | Gi              | Ve              |                 |
| Aprile          | Sa              | Do              | Lu              | Ma              | Me              | Gi              | Ve              | Sa              | Do              | Lu              | Ma              | Me              | Gi              | Ve              | Sa              | Do              | Lu              | Ma              | Me              | Gi              | Ve              | Sa              | Do              | Lu              | Ma              | Me              | Gi              | Ve              | Sa              | Do              |                 |                 |
| Maggio          | Lu              | Ma              | Me              | Gi              | Ve              | Sa              | Do              | Lu              | Ma              | Me              | Gi              | Ve              | Sa              | Do              | Lu              | Ma              | Me              | Gi              | Ve              | Sa              | Do              | Lu              | Ma              | Me              | Gi              | Ve              | Sa              | Do              | Lu              | Ma              | Me              |                 |
| Giugno          | Gi              | Ve              | Sa              | Do              | Lu              | Ma              | Me              | Gi              | Ve              | Sa              | Do              | Lu              | Ma              | Me              | Gi              | Ve              | Sa              | Do              | Lu              | Ma              | Me              | Gi              | Ve              | Sa              | Do              | Lu              | Ma              | Me              | Gi              | Ve              |                 |                 |
| Luglio          | Sa              | Do              | Lu              | Ma              | Me              | Gi              | Ve              | Sa              | Do              | Lu              | Ma              | Me              | Gi              | Ve              | Sa              | Do              | Lu              | Ma              | Me              | Gi              | Ve              | Sa              | Do              | Lu              | Ma              | Me              | Gi              | Ve              | Sa              | Do              | Lu              |                 |
| Agosto          | Ma              | Me              | Gi              | Ve              | Sa              | Do              | Lu              | Ma              | Me              | Gi              | Ve              | Sa              | Do              | Lu              | Ma              | Me              | Gi              | Ve              | Sa              | Do              | Lu              | Ma              | Me              | Gi              | Ve              | Sa              | Do              | Lu              | Ma              | Me              | Gi              |                 |
| Settembre       | Ve              | Sa              | Do              | Lu              | Ma              | Me              | Gi              | Ve              | Sa              | Do              | Lu              | Ma              | Me              | Gi              | Ve              | Sa              | Do              | Lu              | Ma              | Me              | Gi              | Ve              | Sa              | Do              | Lu              | Ma              | Me              | Gi              | Ve              | Sa              |                 |                 |
| Ottobre         | Do              | Lu              | Ma              | Me              | Gi              | Ve              | Sa              | Do              | Lu              | Ma              | Me              | Gi              | Ve              | Sa              | Do              | Lu              | Ma              | Me              | Gi              | Ve              | Sa              | Do              | Lu              | Ma              | Me              | Gi              | Ve              | Sa              | Do              | Lu              | Ma              |                 |
| Novembre        | Me              | Gi              | Ve              | Sa              | Do              | Lu              | Ma              | Me              | Gi              | Ve              | Sa              | Do              | Lu              | Ma              | Me              | Gi              | Ve              | Sa              | Do              | Lu              | Ma              | Me              | Gi              | Ve              | Sa              | Do              | Lu              | Ma              | Me              | Gi              |                 |                 |
| Dicembre        | Ve              | Sa              | Do              | Lu              | Ma              | Me              | Gi              | Ve              | Sa              | Do              | Lu              | Ma              | Me              | Gi              | Ve              | Sa              | Do              | Lu              | Ma              | Me              | Gi              | Ve              | Sa              | Do              | Lu              | Ma              | Me              | Gi              | Ve              | Sa              | Do              |                 |

## Premi Nobel
In quest'anno sono stati conferiti i seguenti Premi Nobel:
- per la Pace: Tobias Michael Carel Asser, Alfred Hermann Fried
- per la Letteratura: Count Maurice Polidore Marie Bernhard Maeterlinck
- per la Medicina: Allvar Gullstrand
- per la Fisica: Wilhelm Wien
- per la Chimica: Marie Curie